# Колбейнн Финнссон
Колбейнн Биргиир Финнссон (исл. Kolbeinn Birgir Finnsson; род. 25 августа 1999, Рейкьявик) — исландский футболист, защитник клуба «Утрехт» и сборной Исландии.

## Клубная карьера

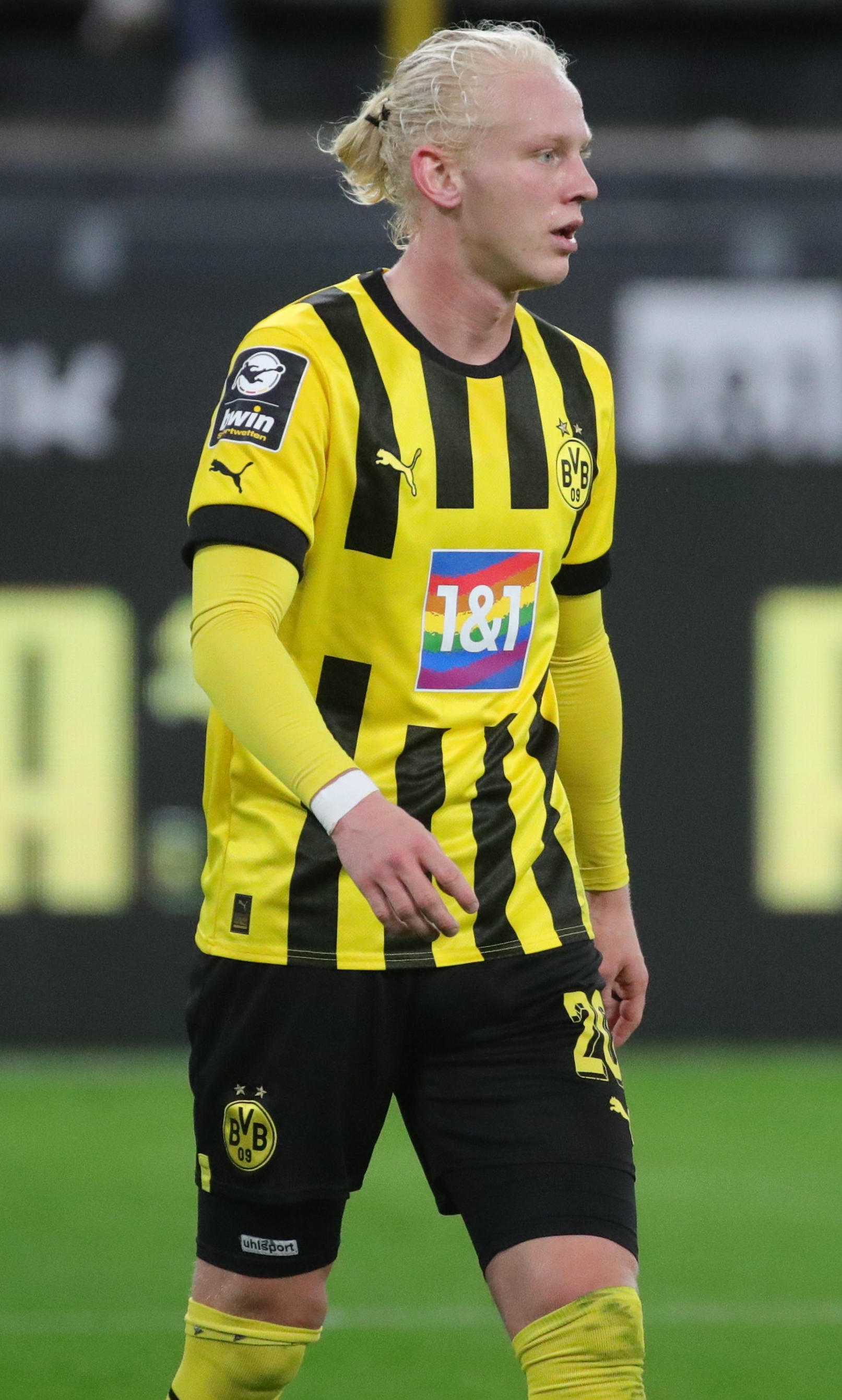
Финнссон в составе дортмундской «Боруссии»

Финнссон — воспитанник клуба «Филькир». 11 мая 2015 года в матче против «Фьолнира» дебютировал в чемпионате Исландии. В 2016 году Финнссон перешёл в нидерландский «Гронинген», где выступал за дублирующий состав. В 2019 году Колбейнн на правах аренды вернулся в «Филькир». 26 мая в поединке против «Хабнарфьордюра» он забил свой первый гол за основной состав. В 2019 году Финнссон перешёл в английский «Брентфорд», где выступал за дублирующий состав. 
В 2019 году Колбейнн присоединился к дублирующему составу дортмундской «Боруссии», где отыграл несколько сезонов. В 2023 году Финнссон перешёл в датский «Люнгбю». 19 февраля в матче против «Норшелланна» он дебютировал в датской Суперлиге. 24 апреля в поединке против «Оденсе» Колбейнн забил свой первый гол за «Люнгбю».
21 августа 2024 года перешёл в нидерландский «Утрехт», подписав трёхлетний контракт до средины 2027 года.

## Международная карьера
11 января 2019 года в товарищеском матче против сборной Швеции Финнссон дебютировал за сборную Исландии. 
В 2021 году Финнссон в составе молодёжной сборной Исландии принял участие в молодёжном чемпионате Европы в Венгрии и Словении. На турнире он сыграл в матче против команды Дании, России и Франции.